# Ignacio Villamor
Ignacio Villamor y Borbón (Bangued, 1 de febrero de 1863 - Manila, 25 de mayo de 1933) fue un abogado, juez, miembro del gabinete y rector filipino. Villamor fue el primer Secretario Ejecutivo filipino y el primer presidente de la Universidad de Filipinas. También era juez de la Corte Suprema de Filipinas.

## Biografía
Después de completar la escuela primaria en Bangued y la secundaria en Vigan, en 1882 se matriculó en el Colegio de San Juan de Letrán en Manila. En 1885 obtuvo el título de bachiller. Dos años más tarde una obtuvo una maestría en Artes de la Universidad de Santo Tomás. Luego estudió derecho y posteriormente, en 1894, obtuvo su maestría en derecho en la misma Universidad. 
El 16 de febrero de 1901 fue nombrado fiscal de la provincia de Pangasinán y el 30 de junio de ese año como juez del sexto distrito judicial. De 1906 a 1908 fue subsecretario de justicia y fiscal general de 1908 a 1913. En 1913 Villamor fue primer filipino en ser nombrado secretario ejecutivo. Dos años más tarde, el 7 de junio de 1915 fue también el primer presidente filipino de la Universidad de Filipinas, posición que mantendría hasta 1921. En 1918 como presidente de la universidad lo designaron director de la Oficina del Censo. Desde 19 de mayo de 1920 hasta su muerte en 1933 fue el juez del más alto tribunal de Filipinas, la Corte Suprema de Filipinas.
Villamor se casó con María Flores. Juntos tuvieron dos hijos, incluyendo al piloto de combate Jesús Villamor.